# Eberhard Köllner
Eberhard Köllner (Staßfurt, Németország, 1939. szeptember 29.) német vadászpilóta, űrhajós.

## Életpálya
Az NDK légierő vadászpilótája volt Cottbusban. 1966-tól 1970-ig Moszkvában a Gagarin Katonai Akadémia hallgatója. Az űrprogram végeztével az NDK légierő Akadémiájának parancsnoka lett, ezredesi rangban. A német egyesítéskor nem csatlakozott a közös hadsereghez. Ipari vállalkozóként 2002-ig dolgozott.
Az Interkozmosz (oroszul: Интеркосмос [Intyerkoszmosz]) a Szovjetunió és kelet-európai országok közös űrkutatási programjának keretében a NDK-t Sigmund Jähn űrhajós és Eberhard Köllner tartalék-űrhajós képviselte.
1976. november 25-től részesült űrhajós kiképzésben. A szocialista országok közül az NDK űrhajósa volt a harmadik emberrel végrehajtott Interkozmosz program.

## Űrrepülések
Szojuz–31 űrhajó tartalék legénységének parancsnoka Viktor Vasziljevics Gorbatko, kutatóűrhajós Eberhard Köllner volt.